# Mercedes-Benz W110
Mercedes-Benz W110 «Fintail» — серия среднеразмерных легковых автомобилей немецкой автомобилестроительной марки Mercedes-Benz. Модель пришла на замену «понтонный серии» Mercedes-Benz W120. Выпуск автомобилей начался в апреле 1961 года и завершился в 1968 году. Название «плавник» (нем. Heckflosse) автомобиль получил за особую форму кузова. Первоначальный модельный ряд состоял из двух версий: 190c (1,9-литровый бензиновый двигатель M121) и 190Dc (рядный четырёхцилиндровый дизельный силовой агрегат).
В 1965 году серия претерпела обновление: модели стали именоваться 200 и Diesel 200D. В то же время добавилась версия 230 с шестицилиндровым двигателем (преемник Mercedes-Benz 220). Производство продолжалось ещё три года до прихода моделей Mercedes-Benz W115 220 и 220D. Серия автомобилей «Fintail» стала первой в истории бренда Mercedes-Benz, прошедшей большое число разнообразных краш-тестов для оценки безопасности водителя и пассажиров.

## История

### Первая серия (1961—1965)
К 1960-м годам автомобиль Mercedes-Benz W120 конструктивно устарел и компания решила заменить его. В результате проведённых инженерных и конструкторских работы в 1961 году был представлен новый Mercedes-Benz W110 «Fintail» (нем. Kleine Heckflosse), что в переводе с немецкого означает плавник. Ранее немецкий концерн уже показывал прототипы нового транспортного средства на Франкфуртском автосалоне в 1959 году. Первые модели поступили в продажу в апреле 1961 года. Модельный ряд на момент премьеры включал всего два варианта двигателей: бензиновый карбюраторный мощностью 80 л. с. при рабочем объёме в 1897 см3 и дизельный рабочим объёмом 1988 см3 и мощностью 55 лошадиных сил. Модели были обозначены как 190C и 190Dc соответственно и заняли нишу двух предыдущих моделей, известных как 190B и 190Db. Символ «D» обозначал дизельный двигатель — технологию, которую Mercedes-Benz продвигала и отстаивала несмотря на обилие насмешек в автомобильной прессе тех лет.
Кузов автомобиля позаимствовали у серии W111, но укоротили его на 145 мм. В передней части установили круглые фары, благодаря чему фронтальный внешний вид больше напоминал понтонные модели W120 / W121. В ходовой части серии установили барабанную тормозную систему с гидравлическим приводом, а управление мощью двигателя осуществляла четырёхступенчатая коробка передач. В подвеске автомобиля применяли пружины и гидравлические амортизаторы. Благодаря более экономичным двигателям 110 серия стала чрезвычайно популярной среди таксистов. Производство модели 190Dc превысило количество выпущенных экземпляров 190С почти на 100 000 единиц.
С 1962 года компания сделала доступной на заказ автоматическую коробку переключения передач, а в 1963 году была существенно изменена конфигурация тормозной системы — она стала двухконтурная гидравлическая смешанного типа (то есть с дисковыми передними и барабанными задними).
Автомобиль Mercedes-Benz 190C W110 пришёл на замену 180c/180Dc, W120, W121, 190b/190Db, продолжив линию дешёвых седанов с четырёхцилиндровыми моторами, «D» обозначал дизельный двигатель.

### Вторая серия (1965—1968)
Mercedes-Benz 230 (W110)

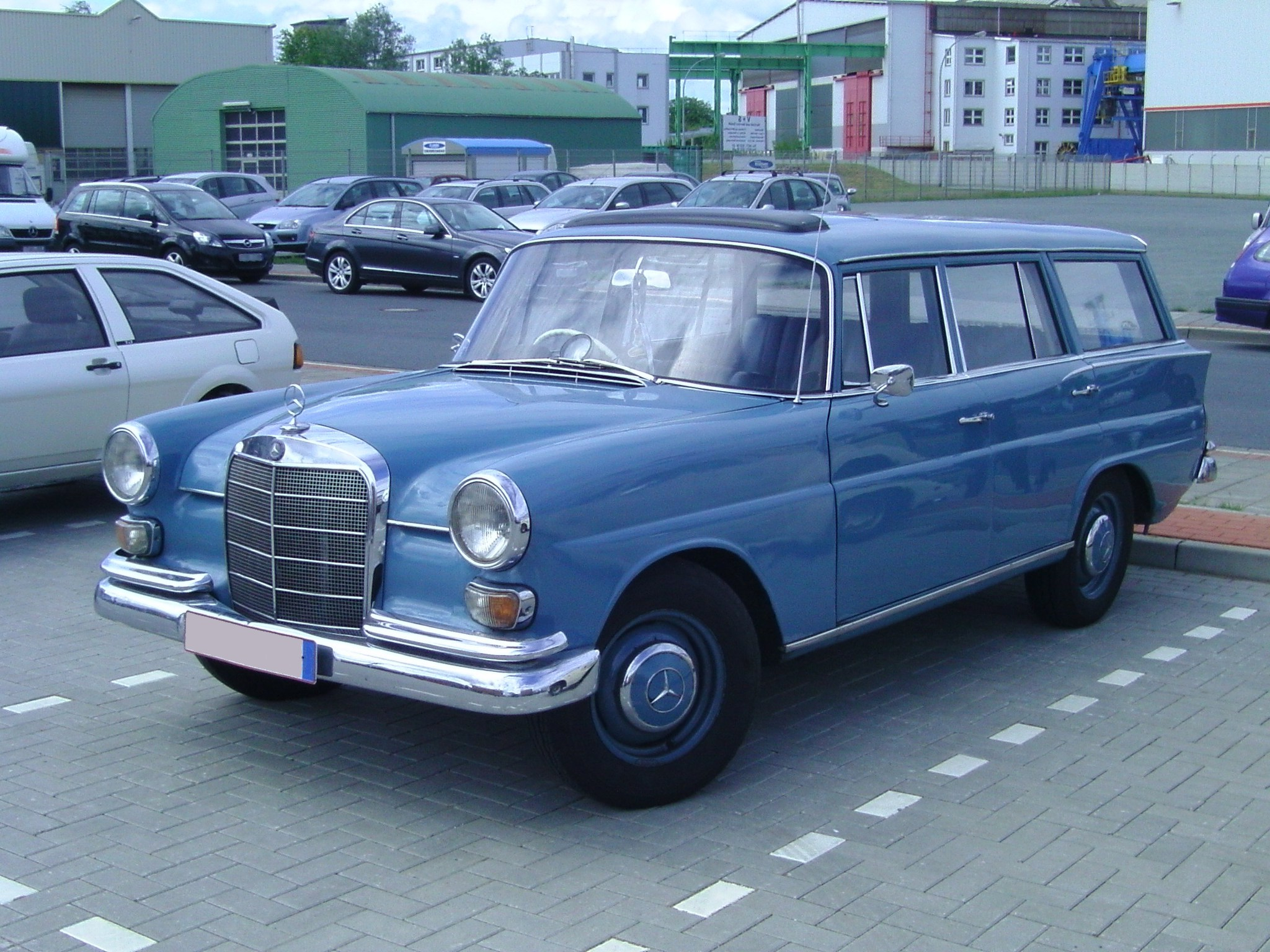
Mercedes-Benz W110 в кузове универсал

В 1965 году после проведения рестайлинга кузов автомобиля был удлинён. Рабочий объём 4-цилиндрового бензинового двигателя увеличили с 1897 до 1988 см3 (за счёт увеличения диаметра цилиндров с 85 до 87 мм) и оснастили парными карбюраторами (в 190c он был один), в результате чего мощность возросла до 95 л.с. В линейке бензиновых моторов был введён шестицилиндровый двигатель рабочим объёмом в 2306 см3 (получивший название 230), мощность которого составляла 105 л.с. (на модели 230 S он выдавал 120 лошадиных сил). Данная модель W110 заменила собой 220B, являющегося частью самой роскошной линейки W111. Дизельный двигатель OM621 остался без изменений за исключением установки пяти подшипников коленчатого вала вместо предыдущих трёх. После обновления коммерческие индексы моделей были изменены на 200, 230 и 200 D. Производство новых моделей началось в июле 1965 на заводе в городе Зиндельфинген, Германия.
Между 1966 и 1967 годами Mercedes-Benz W110 выпускался в кузове «универсал». Автомобиль оснащался двигателем с рабочим объёмом 2,3 литра и имел очень хорошие продажи на ряде рынков таких стран как Германия, Бельгия и Великобритания. Сборка производилась на двух заводах: концерн Daimler-Benz собирал сам автомобиль, а бельгийская компания I.M.A. Malines к уже готовому автомобилю приваривала новую заднюю часть. По состоянию на 1973 год было собрано 78 568 универсалов.
Автомобили 110 серии выпускались в нескольких модификациях кузова: 5-местный 4-дверный седан, 7-местный 4-дверный седан (модификация от фирмы Binz) и 5-дверный универсал.
Совмещение стилистической индивидуальности W111 с 6-цилиндровым мотором (в наиболее престижной версии) способствовало успеху второй (рестайлинговой) версии. Но сходство с предыдущей моделью W110 всё же оставалось, и поэтому немного позднее представители престижных моделей W111 и W112 были заменены новой моделью, большой и роскошной.
В январе 1968 года W110 уступил место более современному кузову Mercedes-Benz W114/W115 с модельным рядом из 220 и 220D.

## Описание

### Экстерьер

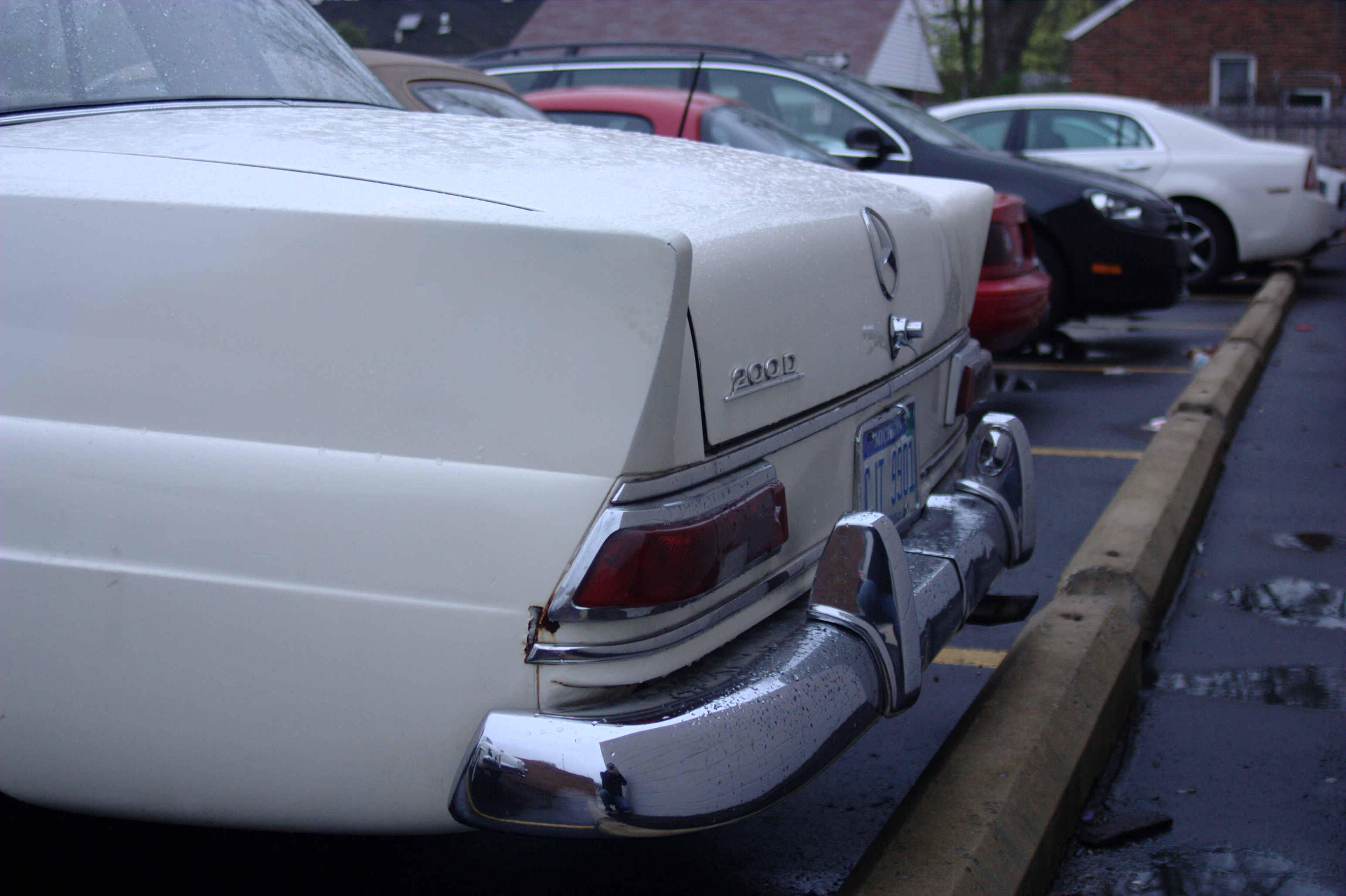
Характерные плавники, за которые автомобиль и получил своё прозвище

Кузов автомобиля позаимствовали у серии W111, но укоротили его на 145 мм. В передней части установили круглые фары, благодаря чему фронтальный внешний вид больше напоминал понтонные модели W120 / W121. Задняя часть кузова, как и объём багажного отделения, была идентична модели W111 220b. Колёсные арки модели 190 имели аналогичные колёса и колпаки, что и у 220, с четырьмя отверстиями и окрашенные в цвет кузова. Если автомобиль был окрашен в два цвета, то цвет колпаков, как правило, выбирался по окраске верхней части кузова. На заказ автомобиль мог быть оборудован дополнительными противотуманными фарами, расположенными непосредственно под фарами.
После проведения рестайлинга в 1965 году внешность автомобиля немного изменилась. Передние указатели поворотов перенесли с верхней части передних крыльев на уровень фар. В задней части кузова модернизации подвергли задние фонари, которые были увеличены и получили квадратную форму. Компания также пересмотрела хромированную отделку, в том числе удалила её с задней кромки плавников. Все модели оснастили специальными отверстиями для выпуска воздуха с хромированной отделкой на задних стойках (идентично модели W111). Противотуманные фары получили более округлую форму.

### Интерьер

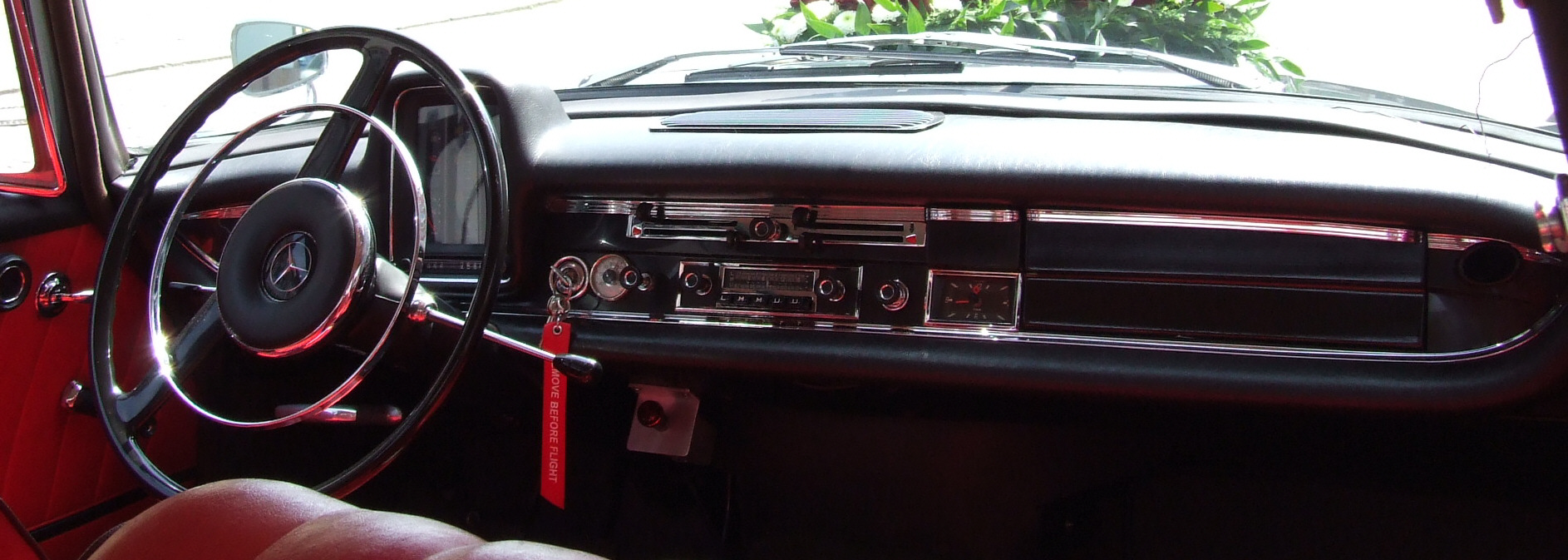
Приборная панель Mercedes-Benz W110

Внутренняя планировка и размеры автомобиля были также идентичны модели W111 220b, но предлагали меньшее количество опций. Так, например, в автомобиле установлены фиксированные задние сидения, а панельная прибор выполнена из бакелитовой отделки, в то время как в W111 использовалась древесина. На выбор клиента предоставлялось несколько вариантов обивки. При заказе компания могла оснастить автомобиль центральным подлокотником.
Рестайлинг 1965 года привнёс немного изменений в салоне автомобиля. Все модели серии оснастили откидывающимися передними сидениями (ранее было доступно в качестве опции для 190C и 190Dc), а в 230 установили центральный подлокотник на заднем сиденье в стандартной комплектации.
Во второй половине 1967 года внутренние ручки дверей и ручка механизма переключения скоростей были модернизированы. Их новый дизайн был позаимствован из серии W108/114/115.

### Модельный ряд

#### 1961—1965

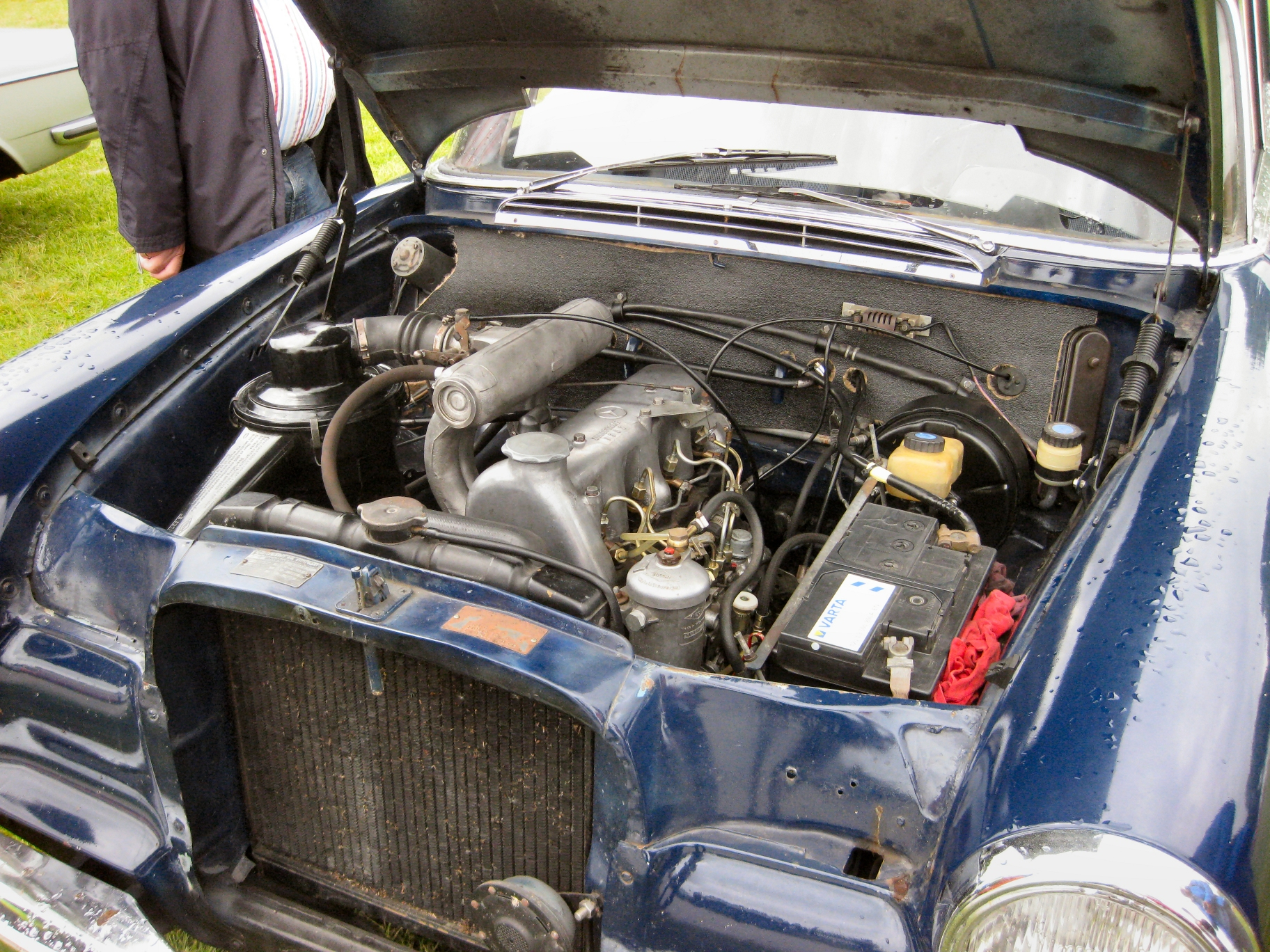
Двигатель модели 200D (W110)

| Номер    | Годы производства | Модель | Двигатели             |
| -------- | ----------------- | ------ | --------------------- |
| W110.010 | 1961—1965         | 190c   | 1,9 л M121 I4         |
| W110.110 | 1961—1965         | 190Dc  | 1,9 л OM621 дизель I4 |

#### 1965—1968
| Номер    | Годы производства | Модель | Двигатель             |
| -------- | ----------------- | ------ | --------------------- |
| W110.010 | 1965—1968         | 200    | 2,0 л M121 I4         |
| W110.011 | 1965—1968         | 230    | 2,3 л M180 I6         |
| W110.110 | 1965—1968         | 200D   | 2,0 л OM621 дизель I4 |

### Ходовая часть

#### Трансмиссия

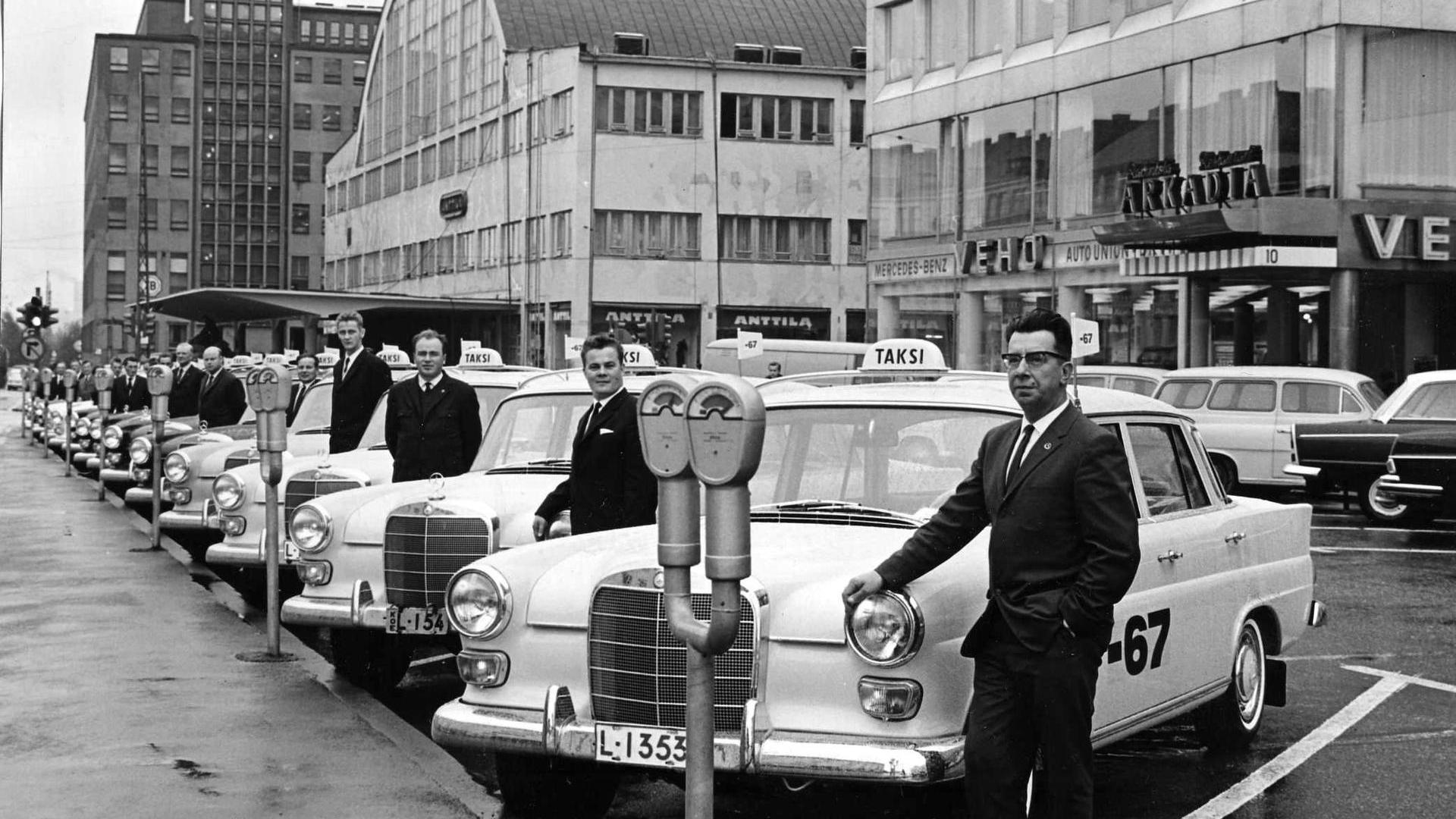
W110 как автомобиль такси

В стандартной комплектации автомобиль оснащался полностью синхронизированной четырёхступенчатой механической коробкой переключения передач. Для всех моделей на заказ также была доступна четырёхступенчатая автоматическая коробка передач с гидравлическим сцеплением, что было достаточно необычно для своего времени (автомобили других производителей в основном оснащались трёхступенчатыми АКПП). Одной из особенностей трансмиссии модели было использование двух масляных насосов: в дополнение к обычному насосу со стороны двигателя устанавливался второй насос на приводе задних колёс. Гидротрансформатор в те времена отсутствовал и начал устанавливаться компанией только с 1973 года. Характеристики дизельного силового агрегата, работающего в паре с автоматической трансмиссией, были весьма скромные.

## Производство
Производство автомобилей осуществлялось на заводе в городе Зиндельфинген, Германия. Модернизацией кузовов занималась компания из Бельгии. Всего за время производства концерном Daimler-Benz было выпущено 628 282 единиц Mercedes-Benz W110.
Статистика производства 110 серии автомобилей Mercedes-Benz выглядит следующим образом:
| Модель | Количество проданных единиц |
| ------ | --------------------------- |
| 190 c  | 130 554                     |
| 190 Dc | 225 645                     |
| 200    | 70 207                      |
| 200 D  | 161 618                     |
| 230    | 40 258                      |

## Современность
Водитель берлинского такси Ральф Вернер (нем. Ralf Werner) долгое время возил своих клиентов на автомобиле W110 (модель 190 Dc) цвета светлой слоновой кости, собранной в 1964 году. Данный автомобиль является самым старым такси в Берлине. В рамках нового закона о регулировании выбросов в экологической зоне с января 2008 года ему и другим компаниям было запрещено использовать автомобиль. Кроме того, Ральфу отказали в выдаче особого разрешения, касающегося исторических автомобилей в связи с тем, что он использует транспортное средство в коммерческих целях.